# Artgemeinschaft
Artgemeinschaft – Germanische Glaubens-Gemeinschaft wesensgemäßer Lebensgestaltung (w skrócie AG GGG) – niemiecka, neopogańska i neonazistowska organizacja, założona przez byłego członka SS Wilhelma Kusserowa w 1951 roku. W 1983 połączyło się z ugrupowaniem Nordungen, założonym w 1924.
Artgemeinschaft w wolnym tłumaczeniu znaczy wspólnota gatunku. Organizacja łączy w sobie poglądy narodowo-socjalistyczne z nordyckimi religiami, takimi jak rodzimowierstwo germańskie. W latach sześćdziesiątych XX wieku dołączono również elementy teozofii, oraz ariozofii. Członkowie Artgemeinschaft atakują chrześcijańską moralność, próbując ją zastąpić pogańską. Jednym z ich symboli jest orzeł porywający w szpony Ichthys – chrześcijański symbol. Wiara w Boga nie jest dla nich priorytetowa. Ważnymi filozofami dla członków ugrupowania są: Erich Fromm, Fryderyk Nietzsche, Artur Schopenhauer i Ludwig Feuerbach. Organizacja skupia jedynie ludzi o nordyckim pochodzeniu. Artgemeischaft publikuje czasopismo o nazwie Nordische Zeitung.